# Ramilândia
Ramilândia är en kommun i Brasilien.   Den ligger i delstaten Paraná, i den södra delen av landet, 1 200 km sydväst om huvudstaden Brasília. Antalet invånare är 4 134.
Trakten runt Ramilândia består till största delen av jordbruksmark. Runt Ramilândia är det glesbefolkat, med 15 invånare per kvadratkilometer.